# ペリクティオネ
ペリクティオネ(Perictione)は、ギリシアの哲学者であるプラトンの母で、紀元前5世紀頃の人物である。
彼女は、アテナイの立法者であるソロンの子孫で、高名な一家は、紀元前644年のアーコンであるドロピデスに遡る。彼女は、アリストンと結婚し、2人の間には、3人の息子（アデイマントス、グラウコン、プラトン）と1人の娘（ポトネ）が生まれた。アリストンの死後には、アテナイの政治家で自身の叔父であるピュリランペスと再婚した。ピュリランペスとの間には、5人目の子供のアンティポンが生まれた。アンティポンは、プラトンの著書『パルメニデス』に登場する。
ペリクティオネ著とされる2編の偽書、On the Harmony of WomenとOn Wisdomの断片が現存している。これらは違う時代のもので、各々、ペリクティオネ1世とペリクティオネ2世の著とされる。年代が違うため、少なくともどちらか一方は、実際にはペリクティオネ著でないことは明らかであるが、二冊とも、ピタゴラス教団の偽名である。女性の夫、結婚、両親に対する義務を説いたOn the Harmony of Womenは、ギリシア語イオニア方言で書かれており、恐らく紀元前4世紀末から3世紀の作である。知恵を哲学的に定義したOn Wisdomは、ギリシア語ドーリア方言で書かれており、紀元前3世紀から2世紀の作である。また、彼女の夫アリストンがトラブルと戦争のために彼女をひどく扱ったという申し立ても残っている。アリストンによると、夢の中で神アポローンが彼のところにやってきて、「そうではない」といったとのことである。